# Västerlånggatan

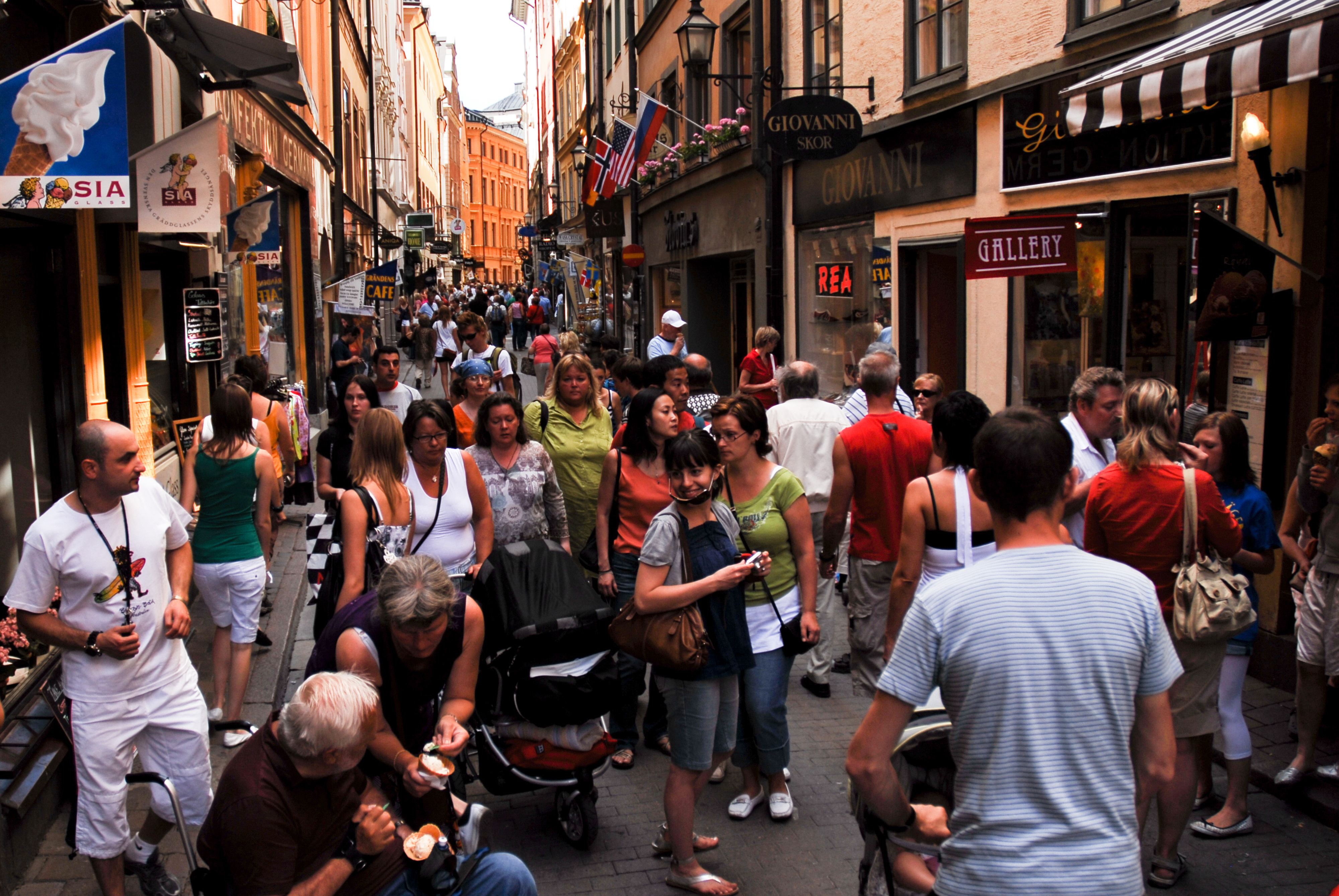
Turister trängs på Västerlånggatan.

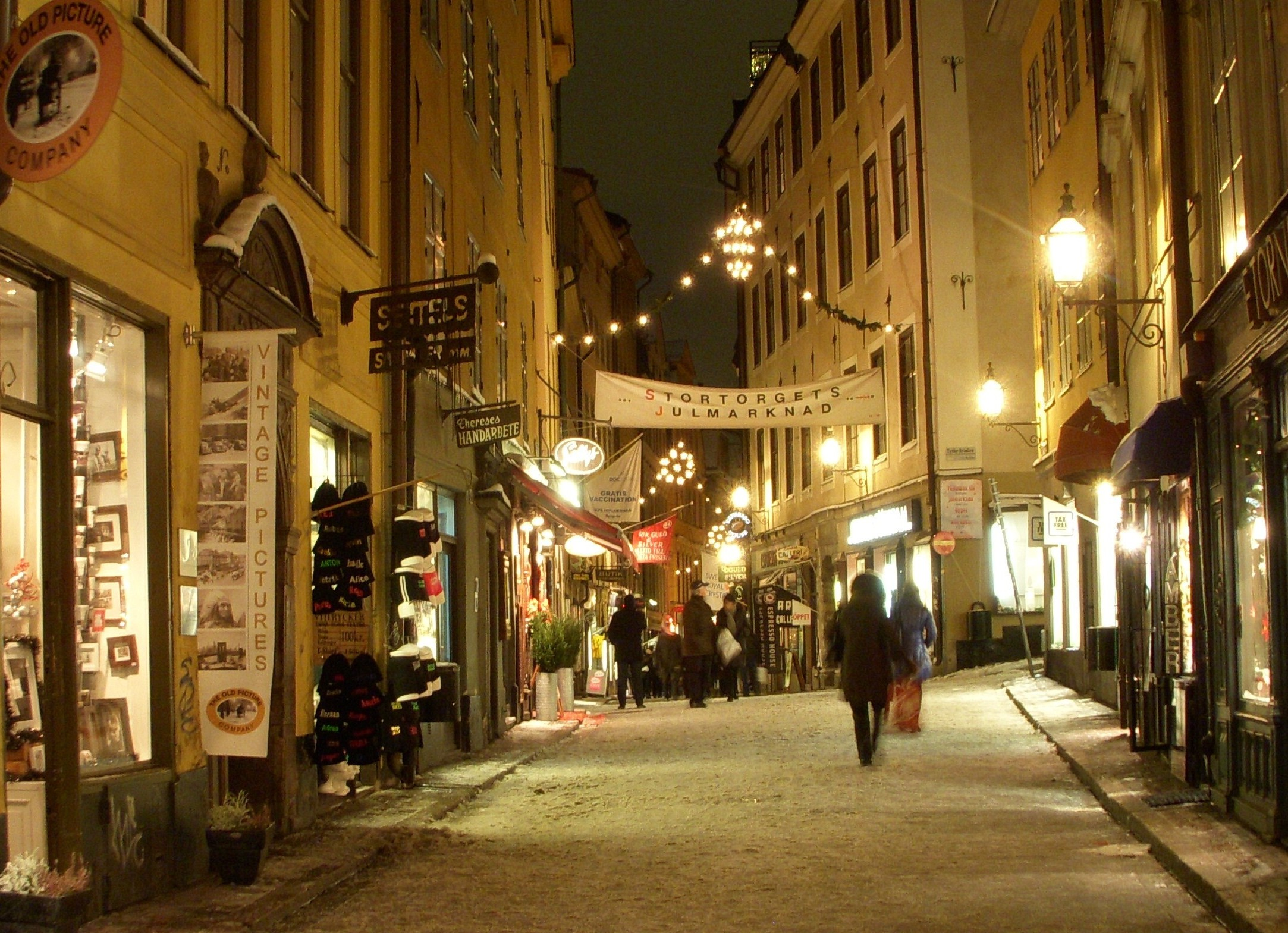
Västerlånggatan mot norr i juletid, 2009.

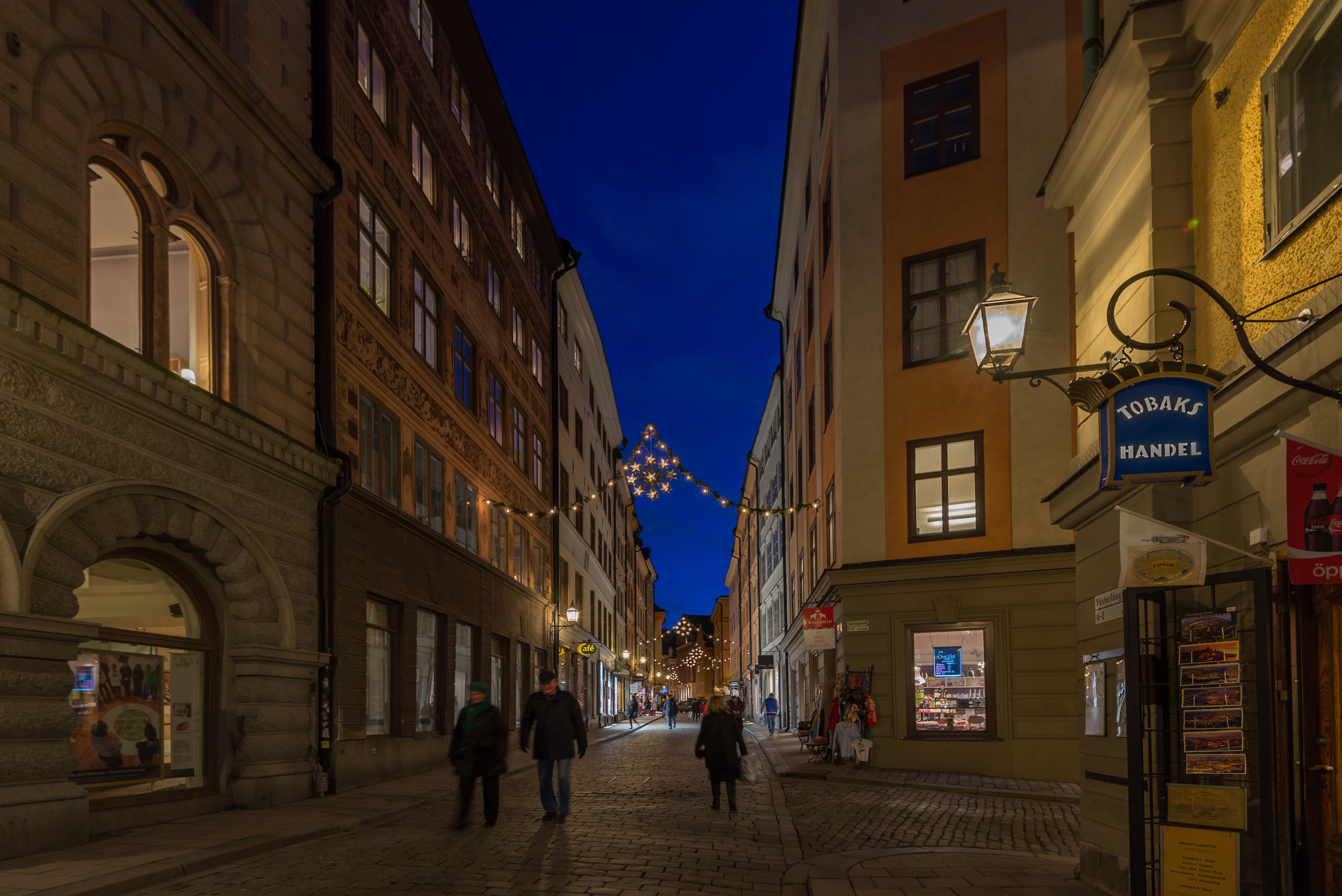
Västerlånggatan mot syd, januari 2015.

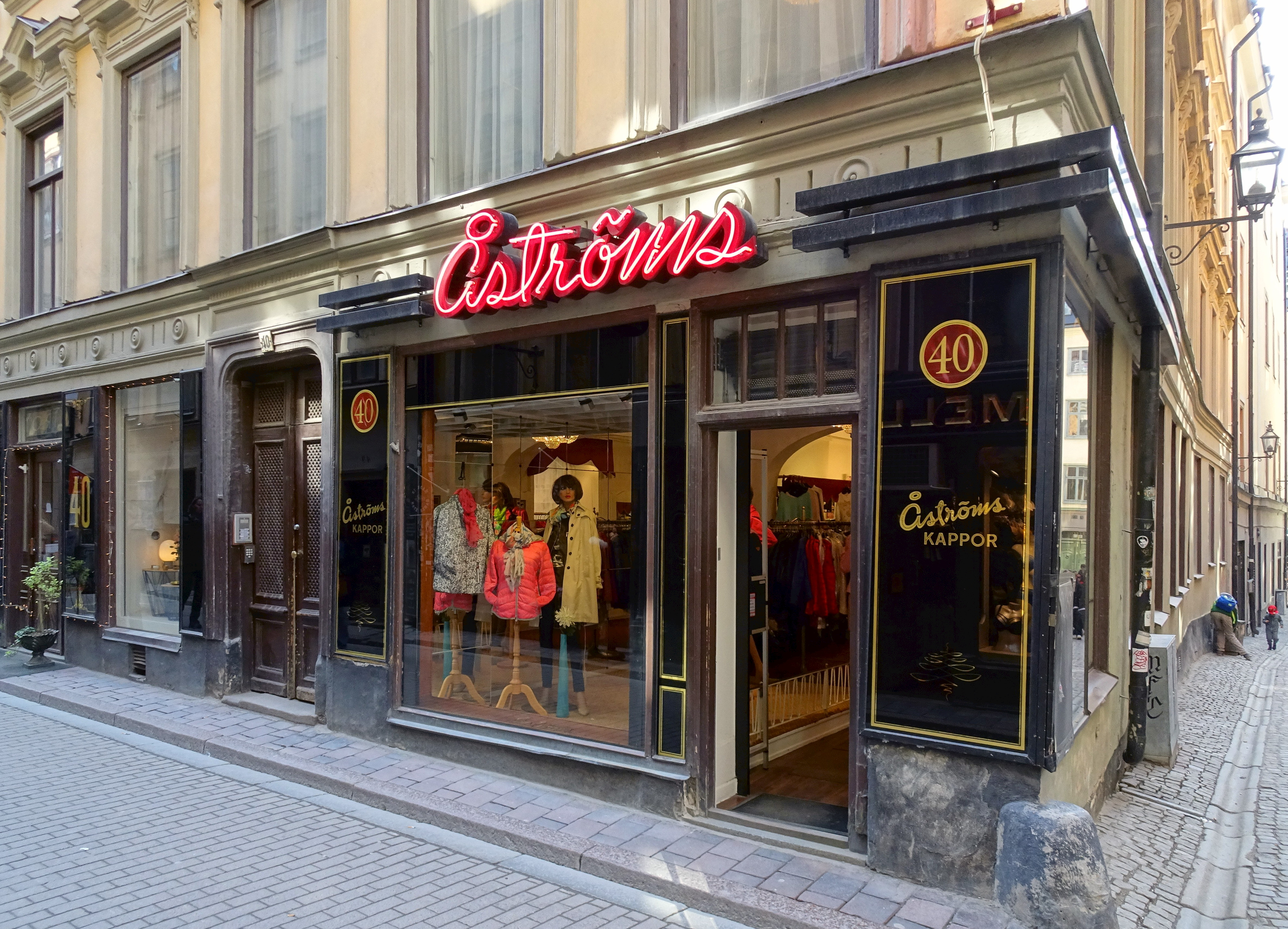
Åströms kappor sedan 1911.

Västerlånggatan är en gata i Gamla stan i Stockholm. Den går från Mynttorget till Järntorget och följer sträckningen för den första försvarsmuren. Västerlånggatan var fram till början av 1900-talet Stockholms främsta affärsgata, idag är den ett av turisternas huvudstråk i staden.

## Gatan, historik
Västerlånggatan blev, tillsammans med Österlånggatan, stadens huvudgata sedan området innan mur blivit för trångt och man började bygga västan mur och östan mur. På 1400-talet omnämns den som longagatuna waestan mwr men också som Allmänningsgatan och Långa gatan men i slutet av 1500-talet hade man kommit fram till ett namn som i hög grad liknar det nuvarande, Westra longgatun. Även namnformen Stora Smedjegatan och Stadssmedjegatan förekom. I samband med Namnrevisionen i Stockholm 1885 fastställdes "Vesterlånggatan för Stadssmedjegatan". 

## Gatan i vandel
Många butiksfasader fick i slutet av 1800-talet sitt nuvarande utseende och det är idag ibland svårt att avgöra om huset härstammar från 1600- eller från 1800-talet. Rådande arkitekturmode var att placerade gjutjärnspelare eller -kolonner mellan de nya stora öppningarna för skyltfönstren. Av totalt 36 gjutjärnsfasader i Gamla stan som ingick i en inventering av Stockholms stadsmuseum finns 25 längs Västerlånggatan, som fram till början av 1900-talet var Stockholms främsta affärsgata. De första gjutjärnskolonner kom till användning 1863 i kvarteret Cephalus och de sista 1904 i kvarteret Ulysses.
Vid 1900-talets mitt gick Västerlånggatan under benämningen "kappgatan" eftersom i stort sett samtliga av Stockholms kappaffärer låg här. Bland dem det välrenommerade modehuset Aug. Magnusson AB (grundat 1860) som hade sin verksamhet under mer än 100 år i kvarteret Cybele och Åströms kappaffär från 1911 som är en av de få i sin bransch som fortfarande finns kvar vid Västerlånggatan 40. Idag är Västerlånggatan ett av turisternas huvudstråk i Stockholm.

## Gränsmarkering
På ytterväggen av Palmstedts hus, närmast fastigheten nr 9 i kvarteret Iris finns en tavla i röd sandsten uppsatt, som markerade gränsen mellan Uppland och Södermanland. Texten lyder: UPLANDz och SUDERMANNALANDz SKILLNAD. Sedan 1600-talet går landskapsgränsen genom Söderström.

## Byggnader och butiker (urval)
- Västerlånggatan 1; Före detta Skandiahuset, ritat av Magnus Isaeus och Carl Sandahl och är sedan 1972 byggnadsminnesmärkt.[4]
- Västerlånggatan 7; Huset uppfördes mellan 1740 och 1759 och är skyddat som byggnadsminne sedan 1971.[5]
- Västerlånggatan 16; Apoteket Korpen, Gamla stans enda kvarvarande apotek.
- Västerlånggatan 22; ägdes av boktryckaren Ignatius Meurer, sedan 1974 plats för "Hotel Lord Nelson".
- Västerlånggatan 24; platsen för Sägnen om herr Måns.
- Västerlånggatan 27; Palmstedts hus.
- Västerlånggatan 28; här bodde Erik XIV:s rådgivare Jöran Persson på 1560-talet.
- Västerlånggatan 29; Jakob Sauers hus.
- Västerlånggatan 31; Olof Palmes och makarna Myrdals hus.
- Västerlånggatan 40; i hörnbutiken mot Skräddargränd ligger sedan 1911 "Åströms kappaffär".
- Västerlånggatan 45; här låg på 1700-talet den kända "Källaren Rostock" som drevs under en tid av Valentin Sabbath och besjöngs av Carl Michael Bellman.
- Västerlånggatan 47; "Gustaf Mellbin sybehör och damunderkläder" är en av Sveriges äldsta och mest anrika underklädesaffärer sedan 1888.
- Västerlånggatan 46-50; Aug. Magnusson AB, en av Stockholms mest anrika och välrenommerade modebutiker låg här mellan 1860 och 1965.
- Västerlånggatan 52; "Sidenhuset Pärlan”, ägare på 1600-talets mitt var sidenhandlaren Henrik Meurman.
- Västerlånggatan 68; von der Lindeska huset.

## Bilder

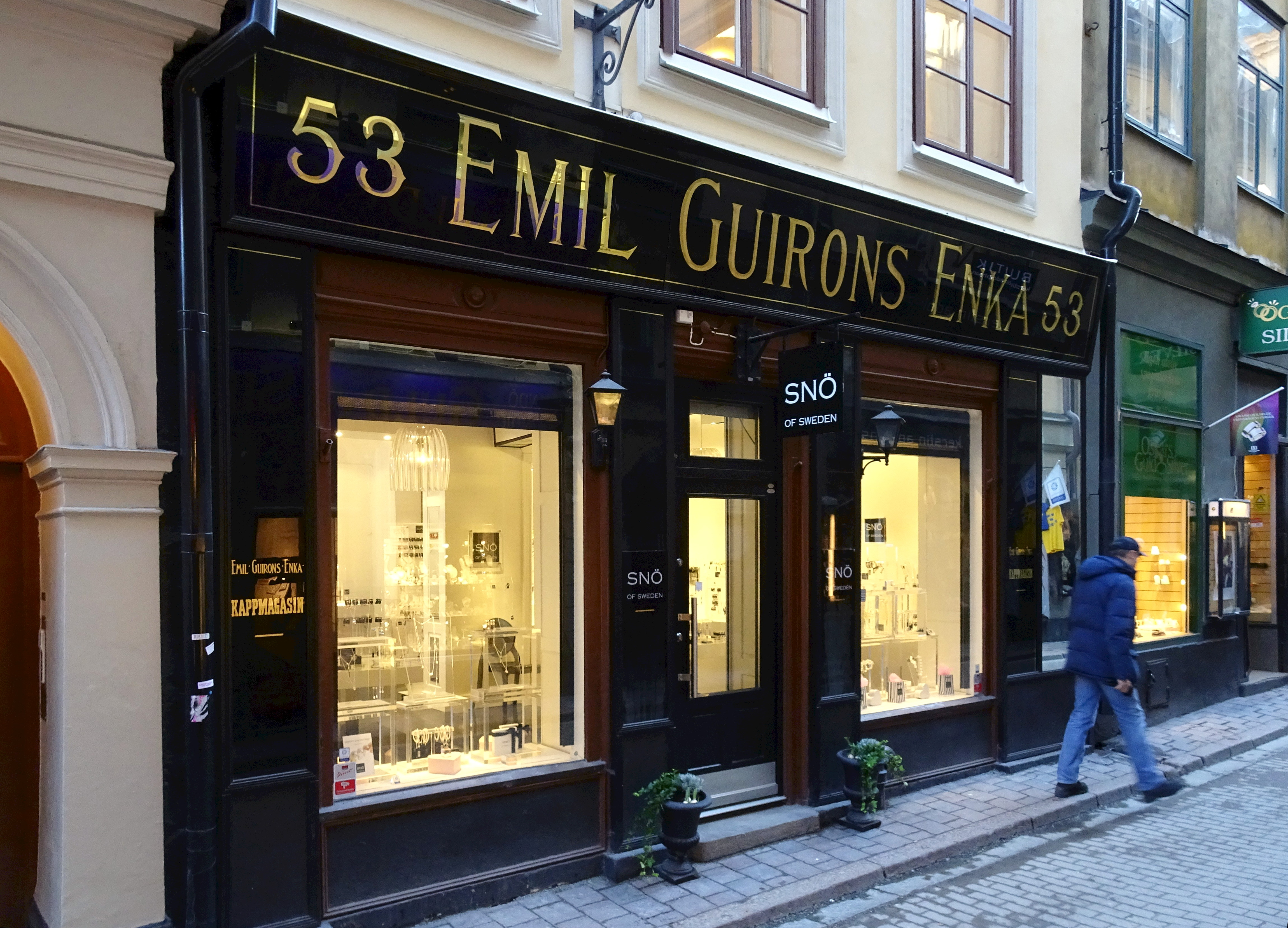
"Emil Guirous Enka", Västerlånggatan 53.
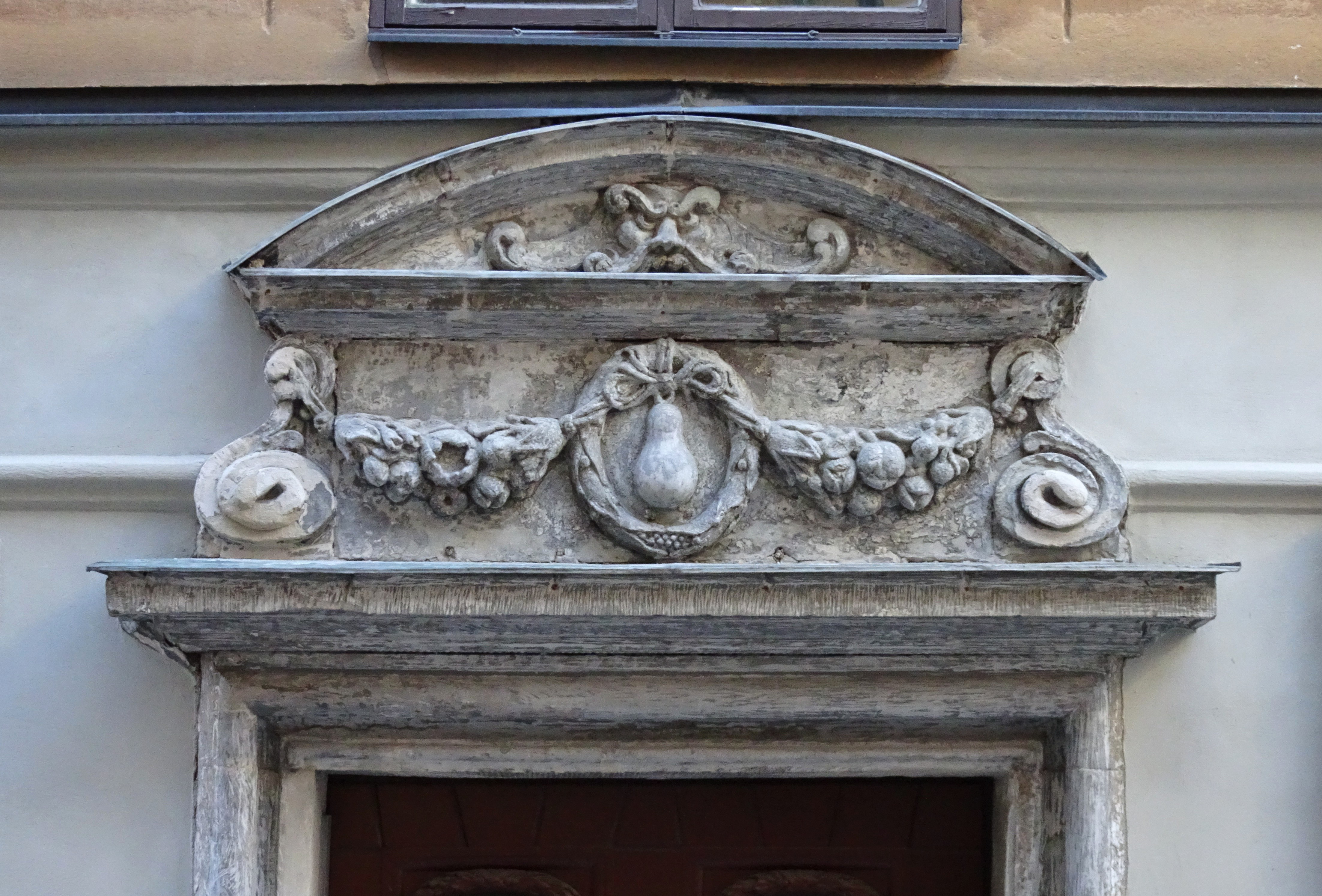
"Sidenhuset Pärlan", Västerlånggatan 52.
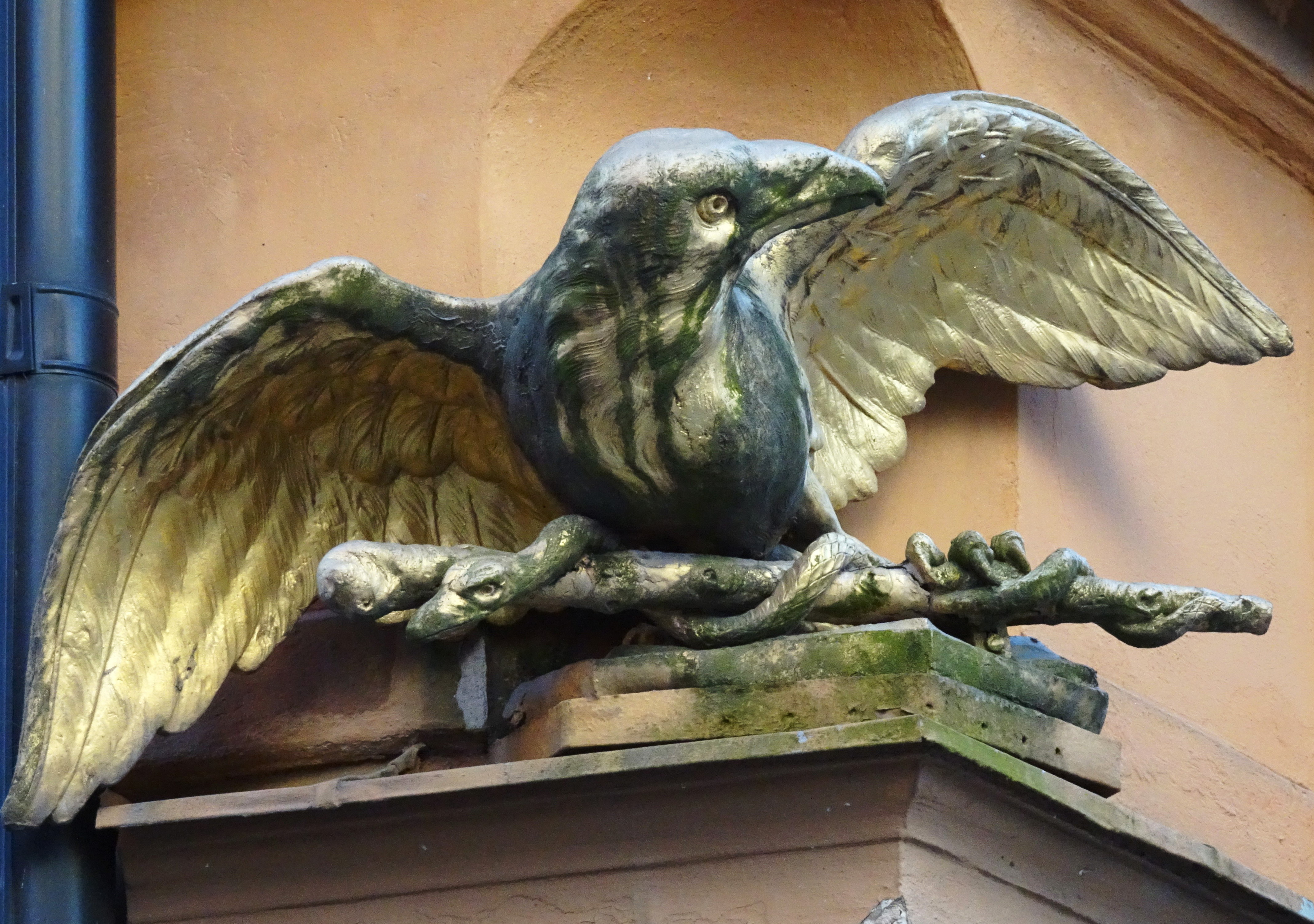
"Apoteket Korpen", Västerlånggatan 16.
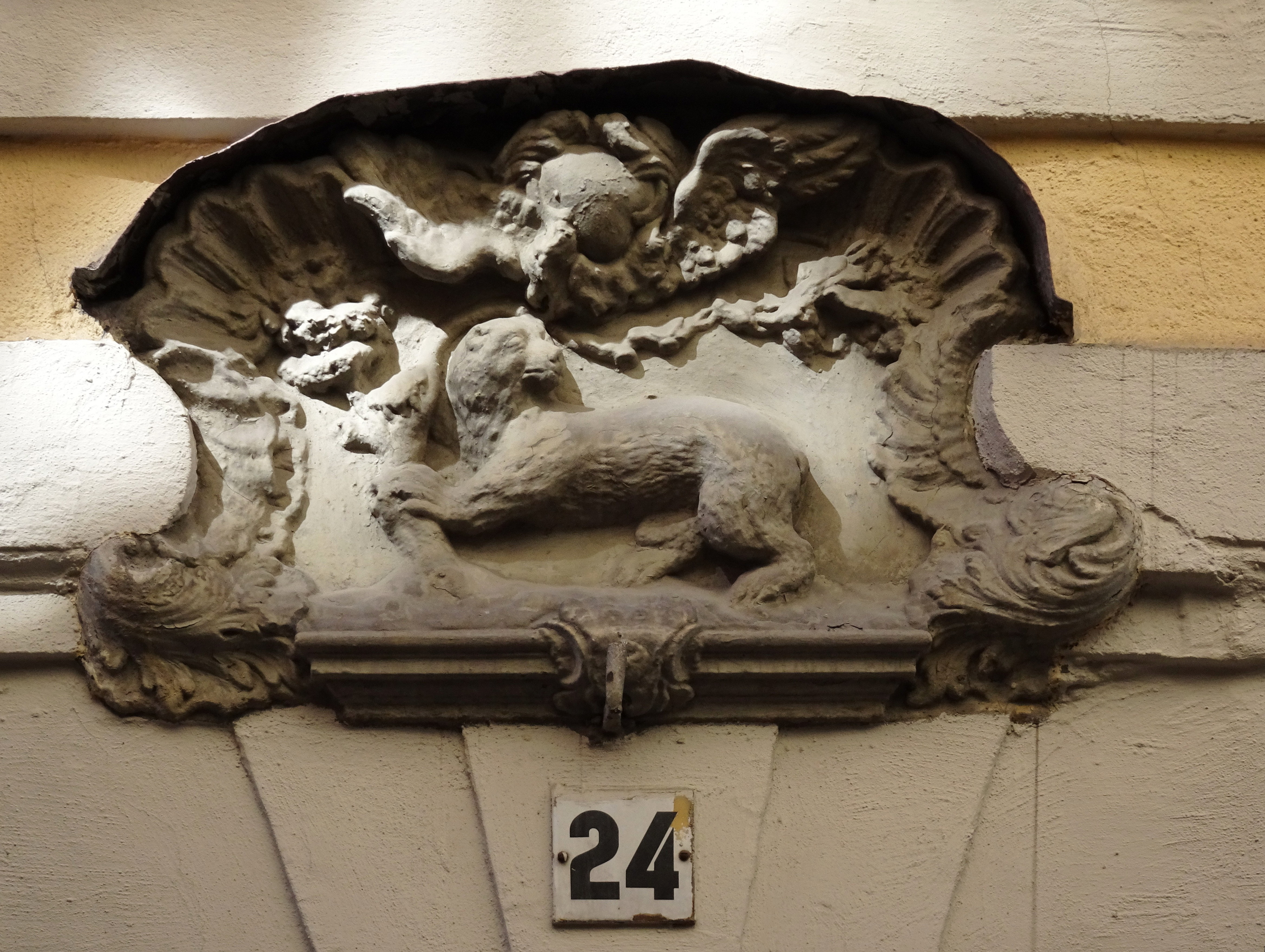
"Herr Måns", Västerlånggatan 24A.
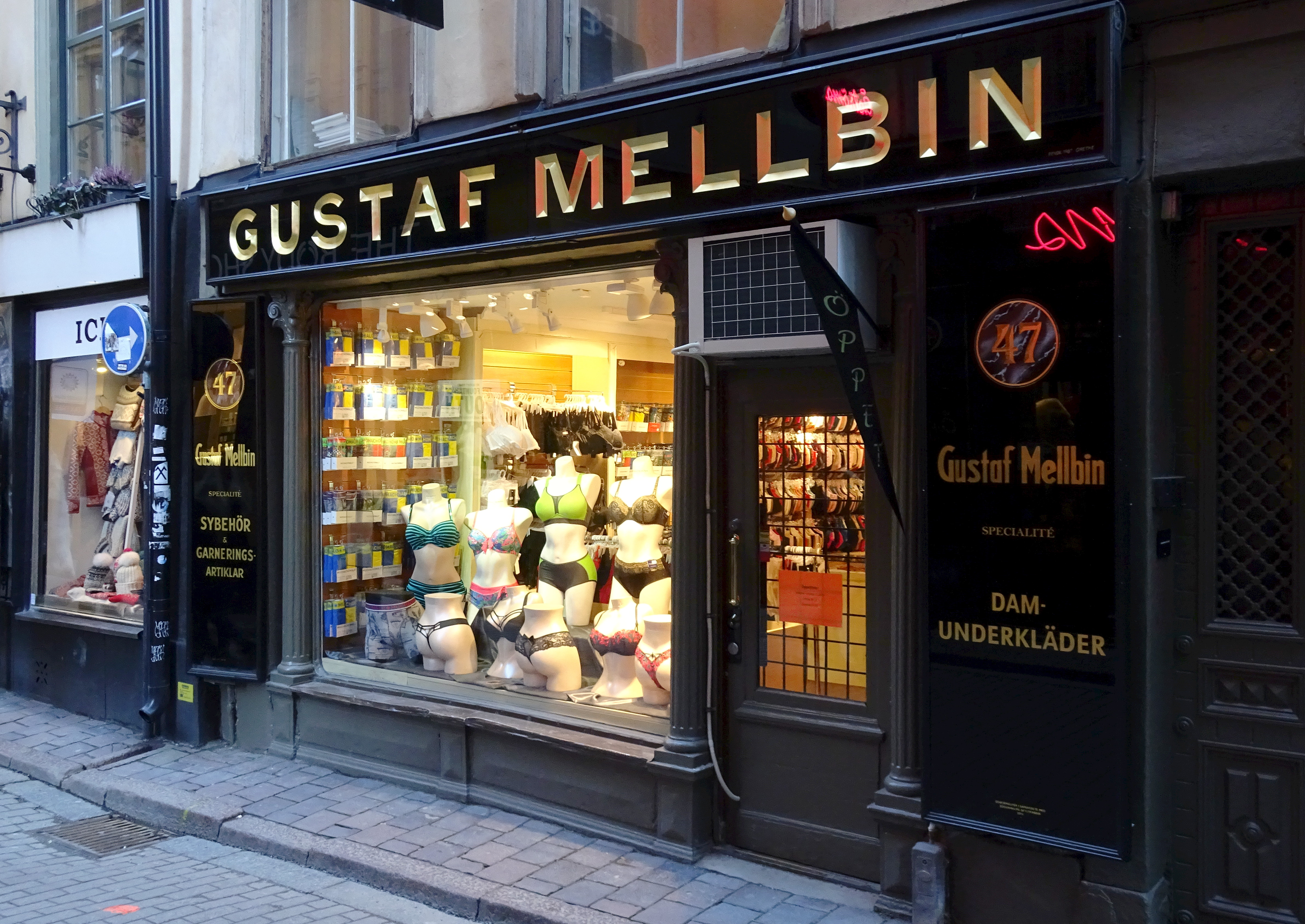
"Gustaf Mellbin", Västerlånggatan 47.

## Intressanta kvarter (urval)

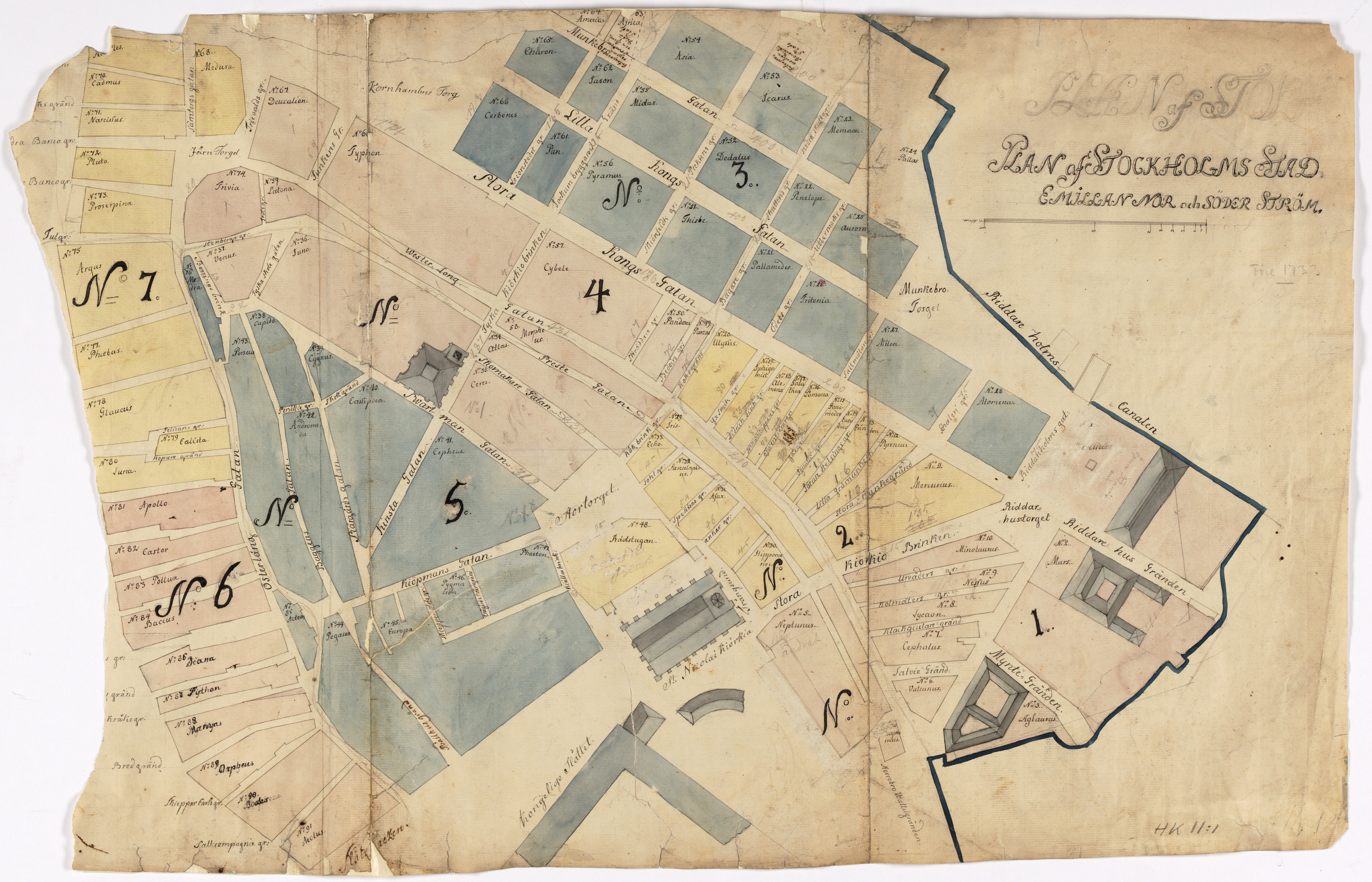
Gamla stans kvarter 1733. Västerlånggatan sträcker sig diagonalt genom kartbildens mitt.
Observera att norr är nertill.

Östra sidan, från norr till söder
- Kvarteret Neptunus större
- Kvarteret Iris
- Kvarteret Morpheus
- Kvarteret Latona

Västra sidan, från norr till söder
- Kvarteret Cephalus
- Kvarteret Mercurius
- Kvarteret Ganymedes
- Kvarteret Pomona
- Kvarteret Amphitryon
- Kvarteret Iphigenia
- Kvarteret Ulysses
- Kvarteret Pandora
- Kvarteret Cybele
- Kvarteret Typhon